# 李芳至
李 芳至（り ほうし、リー・ファンチー、英語: Lee Fang-chih、1997年9月20日 - ）は、台湾の男子バドミントン選手。

## 経歴
ジュニア時代から、双子の兄弟である李芳任とペアを組む。
2023年のスペイン・マスターズでは、準々決勝で世界ランク1位のファジャル・アルフィアン / ムハマド・リアン・アルディアントを15-21, 22-20, 21-19の接戦で逆転勝利するなどし、銀メダルを獲得した。